# Сидорова Яруга
Сидорова Яру́га — село в Україні, у Великописарівській громаді Охтирського району Сумської області. Населення становить 508 осіб. Колишній орган місцевого самоврядування — Добрянська сільська рада.

## Географія
Село Сидорова Яруга розташоване на березі річки Ворскла у місці де в неї впадає річка Івани, вище за течією на відстані 1 км розташоване село Вільне, нижче за течією на відстані 1.5 км розташоване село Добрянське, на протилежному березі річки Івани — село Спірне.
Річка у цьому місці звивиста, утворює лимани, стариці та заболочені озера.

## Історія
Село постраждало внаслідок геноциду українського народу, проведеного окупаційним урядом СРСР 1932–1933 та 1946–1947 роках.
12 червня 2020 року, відповідно до розпорядження Кабінету Міністрів України № 723-р «Про визначення адміністративних центрів та затвердження територій територіальних громад Сумської області», село увійшло до складу Великописарівської селищної громади.
19 липня 2020 року, в результаті адміністративно-територіальної реформи та ліквідації Великописарівського району, увійшло до складу новоутвореного Охтирського району.

## Населення

### Мова
Розподіл населення за рідною мовою за даними перепису 2001 року:
| Мова       | Кількість | Відсоток |
| ---------- | --------- | -------- |
| російська  | 471       | 92.72%   |
| українська | 37        | 7.28%    |
| Усього     | 508       | 100%     |

## Соціальна сфера
- Школа I–II ст.

## Персоналії
Вялін Ігор Анатолійович — український військовик, учасник російсько-української війни.